# اقتصاد خدمات

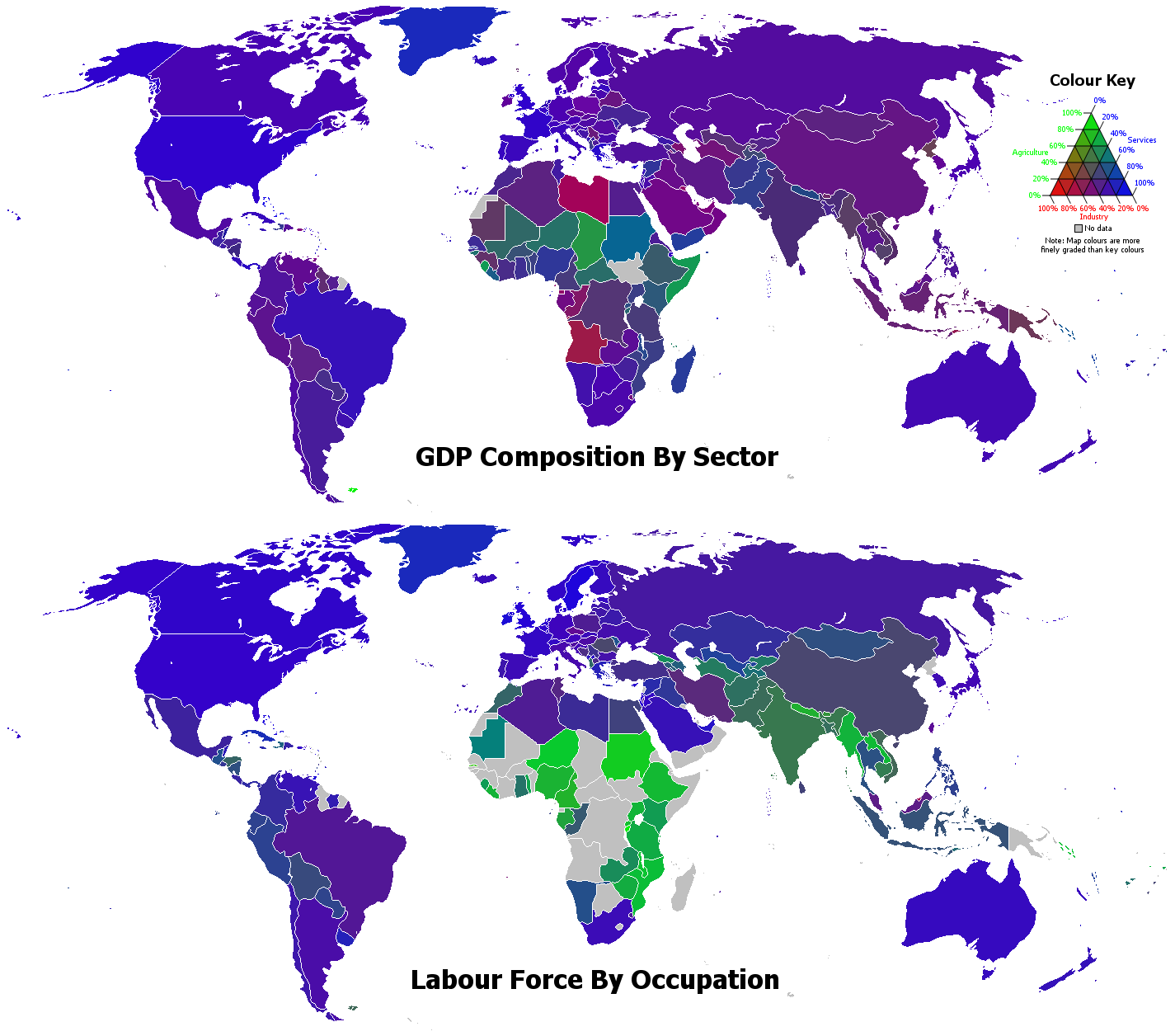
ترکیب تولید ناخالص داخلی بر اساس بخش و نیروی کار بر اساس شغل

اقتصاد خدمات (به انگلیسی:Service economy) می‌تواند به یکی از دو تحول اقتصادی اخیر اشاره داشته باشد:
- افزایش اهمیت بخش خدمات در اقتصادهای صنعتی. لیست فعلی ۵۰۰ شرکت فرچون شامل شرکت‌های خدماتی بیشتر و تولیدکنندگان کمتری نسبت به دهه‌های گذشته‌است.
- اهمیت نسبی خدمات در ارائه محصول. اقتصاد خدمات در کشورهای در حال توسعه بیشتر در خدمات مالی، مهمان نوازی، خرده فروشی، بهداشت، خدمات انسانی، فناوری اطلاعات و آموزش متمرکز است. محصولات امروزی نسبت به دهه‌های قبل از خدمات بالاتری برخوردار هستند. در ادبیات علمی مدیریت از این پدیده به عنوان «the servitization of products» یا سامانه محصول-خدمات یاد می‌شود. امروزه تقریباً هر محصولی دارای یک جزء خدماتی است.

بسیاری از محصولات در حال تبدیل شدن به خدمات هستند.
به عنوان مثال، IBM با کسب و کار خود به عنوان یک تجارت خدماتی رفتار می‌کند. اگرچه هنوز کامپیوتر تولید می‌کند، اما کالاهای فیزیکی را بخش کوچکی از صنعت «راه حل‌های تجاری» می‌داند. آنها دریافته اند که کشش قیمتی تقاضا برای «راه حل‌های تجاری» بسیار کمتر از سخت‌افزار است. تغییر متناظری به مد قیمت‌گذاری آبونمانی (حق اشتراکی) وجود داشته‌است. بسیاری از تولیدکنندگان به جای دریافت یک پرداخت واحد برای یک قطعه از تجهیزات تولید شده، در حال حاضر جریان ثابتی از درآمد را برای قراردادهای در حال انجام دریافت می‌کنند.
معمولاً تصور می‌شود که دستیابی به حسابداری کامل بهای تمام شده و اکثر اقدامات اصلاحی حسابداری و اصلاحات پولی بدون استفاده از مدل خوب از اقتصاد خدمات غیرممکن است.
از دهه ۱۹۵۰ میلادی، اقتصاد جهانی دستخوش دگرگونی ساختاری شده‌است. به دلیل این تغییر در اقتصاد جهانی، اقتصاددان آمریکایی ویکتور آر. فوکس (Victor R. Fuchs) در سال ۱۹۶۸ اقتصاد جهانی را «اقتصاد خدمات» نامید. وی معتقد است که آمریکا در ورود به اقتصاد و جامعه خدماتی در کشورهای غربی پیش قدم شده‌است. این اعلامیه از ورود اقتصاد خدماتی خبر داد که در مقیاس جهانی در ایالات متحده آغاز شد. با توسعه سریع فناوری اطلاعات، اقتصاد خدمات نیز روندهای توسعه جدیدی را نشان داده‌است.